# طرخشقون أسود الميسم
طرخشقون أسود الميسم (باللاتينية: Taraxacum melanostigma ) هو نوع نباتي يتبع جنس الطرخشقون من القبيلة الشيكورية.